# Le Choc des civilisations
Pour les articles homonymes, voir Choc.
Le Choc des civilisations (en anglais The Clash of Civilizations and the Remaking of World Order) est un essai de géopolitique écrit par Samuel Huntington et publié en 1996. Devenu un classique de la géopolitique, il a développé le concept de choc des civilisations. Très controversé depuis sa parution, l'ouvrage a donné lieu à de nombreux débats.

## Présentation générale

### Historique de publication
Samuel Huntington développe la théorie du choc des civilisations dans un article publié dans Foreign Affairs à l'été 1993. Cet article avait suscité de nombreuses réactions, aussi bien positives que négatives. Afin de développer son argumentaire, Huntington écrit un ouvrage portant un titre similaire afin d'approfondir sa théorie et en développer tous les aspects. Paru en 1996, il est notamment réédité en 2011 avec une préface de Zbigniew Brzeziński.

### Contenu
Le projet de Huntington est d'élaborer un nouveau modèle conceptuel pour décrire le fonctionnement des relations internationales après l'effondrement du bloc soviétique à la fin des années 1980. Toutefois, il ne prétend pas donner à son modèle une validité qui s'étend forcément au-delà de la fin du XXe siècle et du début du XXIe siècle et s'appuie sur une description géopolitique du monde fondée non plus sur des clivages idéologiques « politiques », mais sur des oppositions culturelles plus floues, qu'il appelle « civilisationnelles », dans lesquelles le substrat religieux tient une place centrale, et sur leurs relations souvent conflictuelles.
Huntington cite à de nombreuses reprises l'historien Fernand Braudel, auteur de la Grammaire des civilisations (1987).

## Thèses principales

### Monde multipolaire et multicivilisationnel
Huntington considère le monde comme foncièrement multi-civilisationnel et, de ce fait, multipolaire. Il propose un découpage du monde en neuf civilisations. La chute du mur de Berlin ouvre une ère où l'identité d'une nation est de moins en moins définie par son appartenance à une seule et unique nation. L'utilisation de drapeaux étrangers par des populations locales reflète la transition vers la modernité post-Guerre froide, où l'on soulève les drapeaux des peuples ayant la même ligne culturelle et identitaire, en s'identifiant à eux.  
L'auteur remarque que le monde multipolaire a remplacé le monde bipolaire, qui était divisé en trois parties : le monde occidental, le monde communiste, et le tiers-monde (les non-alignés). Les non-alignés ont été le théâtre des affrontements de la Guerre froide. Le monde multipolaire qui lui succède voit la fin des oppositions idéologiques, économiques et politiques, au profit des oppositions culturelles.  

### Primauté du facteur culturel dans les conflits
Huntington utilise les arguments de la théorie de la distinction. Quelle que soit la forme que prend l'universalisme, les différences entre les peuples sont exacerbées par celui-ci, et renforcent, par opposition, leur identité. Des États qui partagent les mêmes valeurs (religion, philosophie, mœurs) collaborent de plus en plus entre eux. Lors de la guerre de Bosnie-Herzégovine, les Bosniaques musulmans étaient soutenus en armes et en argent par des États musulmans (Turquie, Iran, Arabie saoudite) tandis que la Serbie orthodoxe était soutenue par les États orthodoxes comme la Russie.
Pour Huntington, qui cite Václav Havel, les conflits futurs seront de plus en plus d'ordre culturel et de moins en moins d'ordres idéologique et économique. Parce que les principes philosophiques, les valeurs fondamentales, les relations sociales, les coutumes et la façon de voir la vie en général diffèrent entre les civilisations, des conflits d'ordre culturel sont hautement probables. 
La chute du mur de Berlin en 1989 annonce le passage d'un monde caractérisé par des clivages idéologiques, entre communisme et capitalisme, ou impérialisme et anti-impérialisme, à un monde marqué par des clivages culturels. « Pour la première fois dans l'histoire, la politique globale est à la fois multipolaire et multicivilisationnelle ». À l'appui de sa thèse, Huntington montre que la chute des idéologies s'est accompagnée d'une résurgence des sentiments identitaires, que ce soit dans le monde musulman, avec le réveil de l'islam radical, qu'en Asie ou dans les pays d'Europe orientale (comme la Pologne par exemple), qui ont fait leur révolution au nom de leur nation et de leur culture. 
Le deuxième temps de la « thèse du grand seigneur » d'Huntington consiste à avancer que ce réveil identitaire ne s'affirme plus par le biais des nations, comme au XIXe siècle et au XXe siècle, ni au niveau des ethnies, mais à l'échelle civilisationnelle, du fait de la mondialisation des échanges. Or, pour Huntington, les civilisations ont toutes pour origine une grande religion qui en a formé le socle moral et politique. En proportion, de plus en plus de guerres ont désormais un caractère ethnique.[pas clair]

### Déterminisme culturel
Huntington se fonde sur une conception déterministe et culturaliste. Il ramène ainsi la réussite économique d'un pays à sa culture : il explique notamment que la réussite économique de l'Extrême-Orient prend sa source dans la culture asiatique ; qu'a contrario, la culture musulmane explique pour une large part l'échec de la démocratie dans la majeure partie du monde musulman. Il soutient que les cultures issues du christianisme latin ou calviniste/luthérien sont plus prospères économiquement que celles issues du monde orthodoxe, et celles du monde musulman. 

### Critiques des autres paradigmes
Huntington s'oppose radicalement à la thèse défendue par Francis Fukuyama dans La Fin de l'histoire et le Dernier Homme (1992), selon laquelle la progression de l'histoire humaine, dont le dernier stade était un combat entre des idéologies, touche à sa fin avec le consensus mondial sur la démocratie libérale post-Guerre froide. Or, pour Huntington, si le monde est devenu différent après la chute du mur, il n'en est pas devenu pacifique pour autant. L'harmonie demeure une illusion déjà rencontrée à la fin de la Première Guerre mondiale avec le concept de « der des der », la montée du fascisme et des nationalismes, la Seconde Guerre mondiale qui elle-même a engendré la guerre froide. 
Huntington rejette également le paradigme bipolaire, celui opposant un monde à un autre, lequel est récurrent dans l'Histoire (Dar al-Islam/Dar al-Harb ; Civilisation/Barbarie ; Occident/Orient ; Nous/Eux). 
Il critique cette dichotomie sur deux angles : 
l'angle économique, qui oppose "Nord" et "Sud", car il suppose que les conflits auraient lieu entre pays riches et pauvres, tandis qu'on observe au contraire une majorité de conflits entre pays pauvres ; l'angle culturel, qui oppose "Occident" et "Orient", car la vision orientaliste est une construction mentale ne rendant pas compte des différences entre les sociétés musulmanes, chinoises et africaines. Il rejoint en cela les conclusions d'Edward Said.[pas clair]
La théorie « réaliste » est également critiquée, car elle soutient que tous les États ont les mêmes intérêts et les perçoivent de la même manière.
Il critique de même la théorie du chaos international dont les livres Out of Control de Zbigniew Brzezinski et Pandaemonium de Daniel Patrick Moynihan relèvent. S'il peut en effet exister l'anarchie et le chaos au niveau international, cette théorie ne met pas assez en évidence l'existence de facteurs ordonnateurs, qui font que le monde reste, malgré tout, en général, ordonné.

### Civilisations
Huntington s'attarde sur tous les aspects qui selon lui définissent une civilisation. Il définit la nature de leur identité par le biais des facteurs que sont la religion, la langue, l'histoire, les valeurs, les habitudes, les institutions, etc. Si l'État-nation est toujours au centre de l'organisation du monde, les préférences culturelles se mêlent à la politique et des groupes culturels se forment aussi bien à l'échelle nationale qu'internationale, modifiant considérablement la nature des relations internationales. Ainsi, on observe des guerres ethniques au Rwanda qui affectent l'Ouganda, la République démocratique du Congo et le Burundi mais non au-delà, alors que les conflits des Balkans viennent cristalliser des tensions entre Occident et Russie et pays de culture musulmane. 
Huntington distingue les civilisations suivantes :
- la civilisation sinisante, qui existe depuis 1500 avant notre ère, et trouve son cœur en Chine. Elle est plus que confucéenne.[Quoi ?] Elle regroupe les pays d'Asie du Nord-Est ;
- la civilisation japonaise, issue de la civilisation chinoise, qui émerge entre l'an 100 et 400 ;
- la civilisation hindoue, qui existe depuis au moins 1500 avant notre ère ;
- la civilisation islamique. Originaire de la péninsule arabique, elle émerge au VIIe siècle et s'étend jusqu'en Afrique du Nord, en Espagne, en Asie centrale, en Asie du Sud-Est, etc. Des sous-civilisations existent au sein de cette civilisation, comme la sous-civilisation arabe, turque, perse, malaisienne… ;
- la civilisation orthodoxe, qui sépare la Russie, principalement, du reste du monde chrétien. Cette zone a été peu exposée à la Renaissance, à la Réforme, aux Lumières et aux « autres expériences occidentales » ;
- la civilisation occidentale, qui émerge entre l'an 700 et 800. Elle est composée de l'Europe, de l'Amérique du Nord, et de l'Amérique latine, mais aussi de la Nouvelle-Zélande et de l'Australie ;
- la civilisation latino-américaine, distincte de l'Occident, ayant évolué différemment. Corporatiste et autoritaire, l'Amérique latine n'a été que catholique et incorpore des éléments amérindiens ;
- la civilisation africaine, dont l'auteur n'est pas certain de l'existence.

En résumé, le monde d'après la guerre froide est marqué par la coexistence de grandes civilisations ; les affinités et les différences culturelles déterminent les rapports, les antagonismes et les associations entre les États-nations. Les pays les plus importants au monde sont issus de civilisations différentes, les conflits locaux qui ont le plus de chances de s'élargir ont lieu entre civilisations différentes. Les formes de développement économique diffèrent pour chaque civilisation. L'Occident n'est plus le seul à être puissant : la politique internationale est devenue multipolaire et multicivilisationnelle.

### Impossibilité d'une civilisation universelle
Huntington critique par ailleurs l'idée d'une civilisation universelle. Pour lui, en cernant le Forum économique mondial, la civilisation universelle qu'il appelle la « culture de Davos », celle qui rassemble des hommes du monde entier partageant les mêmes valeurs (démocratie, droits de l'homme, liberté économique et libéralisme), ne représente qu'une infime part de la population mondiale et est insuffisante pour donner une civilisation universelle homogène. Huntington critique de nouveau l'élite de Davos ou les « Cosmocrats » en 2004.

### Préconisations
Dans le dernier chapitre de l'ouvrage, Huntington émet plusieurs préconisations à destination des élites occidentales. Il encourage l'incorporation dans l'OTAN et l'Union européenne des États d'Europe centrale et de la Baltique, ainsi que l'occidentalisation de l'Amérique latine. Il considère nécessaire de conserver le Japon dans la sphère d'influence occidentale, et de limiter le développement d'armements conventionnels et non-conventionnels des pays des aires islamiques et sinisantes. Il appelle l'Occident à reconnaître que « les interventions occidentales dans les affaires des autres civilisations sont probablement la plus dangereuse source d'instabilité qui soit ».

## Résumé

### Préface
L'auteur explique la volonté qui a présidé à l'écriture du livre : clarifier et approfondir les pistes proposées dans l'article de 1993 de Foreign Affairs. L'auteur admet que son livre ne relève pas d'un essai classique de sciences sociales ; il s'agit plutôt d'une « interprétation de l'évolution de la politique mondiale après la Guerre froide », d'une telle manière qu'elle soit utilisable pour les élites décisionnaires.

### Première partie - Un monde divisé en civilisations

#### Chapitre premier - Le nouvel âge de la politique globale
Huntington expose sa thèse principale : la culture et les identités culturelles seront, selon l'auteur, les principaux facteurs de « cohésion, désintégration et conflit » de ce nouveau monde. 
La fin de la Guerre froide a marqué la fin des conflits motivés par l'idéologie, et ouvert une ère où « la politique mondiale a […] été reconfigurée par le facteur culturel ». L'appartenance à une culture serait devenue prépondérante car les individus tisseraient un lien plus direct avec leur culture qu'avec une idéologie. L'auteur donne l'exemple d'une manifestation à Sarajevo en avril 1994, où deux mille personnes ont manifesté en brandissant des drapeaux de l'Arabie saoudite et de la Turquie : il s'agissait d'une revendication sociale par le biais de l'évocation d'éléments appartenant à la culture saoudienne et turque.
Le monde actuel est à la fois multipolaire et multi-civilisationnel ; il s'agit de « la première fois dans l'histoire ». Huntington soutient que pendant la majeure partie de l'existence humaine, les contacts entre les civilisations étaient « intermittents ou non-existant ». Ensuite, à partir de l'an 1500 environ, les pays européens ont constitué un ordre multipolaire au sein de la civilisation occidentale. Enfin, la chute du système bipolaire a remis au centre du jeu la question de l'identité : si les distinctions entre les peuples n'est plus d'ordre idéologique, elle devient culturelle. La culture peut donc aujourd'hui séparer comme réunir ; on a pu voir le second cas avec la réunification allemande, et avec la potentielle réunification future des deux Corées.
Huntington considère que les guerres futures seront entre des groupes appartenant à différentes entités culturelles ; des guerres tribales, ethniques, auront lieu au sein même de civilisations ; les guerres entre civilisations, enfin, appellent une violence plus internationalisée. Ainsi, les guerres de clans en Somalie ne donne pas lieu à un conflit international, tandis que c'est le cas des conflits liés à la Yougoslavie. Selon lui, ainsi, si la Russie assure un soutien aux Serbes, et l'Arabie saoudite, la Turquie, l'Iran et la Libye aux Bosniaques, ce n'est « pas pour des raisons idéologiques ou pour une lutte de pouvoirs ou des intérêts économiques, mais du fait d'une proximité culturelle ».
L'auteur soutient que plusieurs auteurs ont eu la même intuition que lui. Il considère qu'Henry Kissinger, qui avait écrit que « le système international du vingt-et-unième siècle [...] aura au moins six grandes puissances : les États-Unis, l'Europe, la Chine, le Japon, la Russie, et probablement l'Inde », avait presque touché du doigt la question clef de l'importance des civilisations. Huntington cite Jacques Delors, qui avait dit que « les conflits futurs seront déclenchés par des facteurs culturels plus qu'économiques ou idéologiques ».
Pour l'auteur, par conséquent, « les pays avec des affinités culturelles coopèrent économiquement et politiquement » ; les organisations internationales qui fonctionnent, dont il donne pour exemple l'Union européenne, sont celles qui sont basées sur un fonds culturel commun. 
Huntington admet que les cultures peuvent évoluer, changer ; mais il considère que c'est le sous-bassement culturel de chaque civilisation qui, elle, ne change pas ou peu, et est déterminante. Adoptant une posture culturaliste essentialisante, il soutient par exemple que « la culture islamique explique en grande partie l'échec de l'émergence de la démocratie dans le monde musulman » ; aussi, qu'au sein des pays de l'ex-URSS, les pays qui ont un héritage chrétien occidental progresseront vers le développement économique et la démocratie, alors que ceux qui sont orthodoxes ont un avenir incertain, et que ceux qui sont musulmans ont un avenir sombre (bleak).
Huntington admet que son paradigme ne saurait tout expliquer, mais soutient, en se basant sur la théorie épistémologique de Thomas Kuhn, que cela est parfaitement attendu, car le propre du paradigme est d'être une grille de lecture simplifiée du réel. Le sien doit permettre d'ordonner la réalité et généraliser à partir de cas singuliers, comprendre des relations causales, etc.
L'approche civilisationnelle d'Huntington tient pour vrai que les forces qui tentent d'unifier le monde génèrent des forces contraires qui stimulent la conscience de la singularité culturelle. Il considère que les États-nations demeureront les acteurs les plus importants dans les affaires internationales, et que « leurs intérêts, alliances et conflits sont de plus en plus modelés par des facteurs culturels et civilisationnels ». La guerre commerciale entre l'Amérique et le Japon comme la résistance islamique en Libye et en Irak peuvent ainsi se comprendre par ce paradigme.

#### Chapitre II - Les civilisations hier et aujourd'hui
Huntington soutient que « l'histoire humaine est l'histoire des civilisations », et qu'à ce titre, il est « impossible de penser le développement de l'humanité » par un autre prisme. Il rappelle que la civilisation a été conceptualisée par des penseurs français au XVIIIe siècle, puis par les penseurs allemands au XIXe siècle. L'appartenance toujours selon lui à une culture permet de subsumer différentes expériences de vie : l'Italien du Nord ne vit pas la même vie que l'Italien du Sud, mais ils sont tous les deux Italiens.
Huntington soutient que les civilisations se sont distinguées, pendant leurs premiers millénaires, par la quasi-absence de contacts. C'est notamment le cas des civilisations de la Cordillère des Andes et de la Mésoamérique. L'Occident est en retard par rapport aux progrès scientifiques et artistiques des civilisations sinisantes et islamiques au XVIIIe siècle, et croît en s'appropriant et retravaillant des découvertes étrangères.
Au Moyen Âge et à la Renaissance, selon Huntington, les sociétés occidentales ont pu échanger ; ces échanges auraient été basés sur une « homogénéité culturelle », qui est celle de « la langue, du droit, de la religion, des pratiques administratives, de l'agriculture ».

#### Chapitre III - Existe-t-il une civilisation universelle? Modernisation et occidentalisation
Huntington cherche à répondre aux auteurs qui considèrent que la fin de la Guerre froide voit l'émergence d'une civilisation universelle, à savoir une convergence des cultures, et l'acceptation croissante de valeurs et pratiques communes. Cela ne signifie pas qu'il n'existait pas auparavant déjà du commun : l'interdit du meurtre est commun, et chaque société a une couche de moralité minimale permettant de déterminer le juste et l'injuste.
L'idée d'une civilisation universelle est imagée par le Forum de Davos, qui réunit chaque années des élites (intellectuelles, entrepreneuriales, étatiques) de différents pays. Ils partagent une foi en l'économie de marché, en l'individualisme et en la démocratie politique, commune en Occident. Pourtant, il déclare que cette universalité voulue est fausse, car elle ne touche qu'un pourcentage faible des populations extra-occidentales.
Les civilisations convergeront d'autant moins que la mondialisation commerciale ne saurait modifier les bases des sociétés. Ainsi, si l'Amérique du Nord a été envahie par les produits japonais dans les années 1990, elle ne s'est pas pour autant japonisée. Les religions ne sont pas non plus un facteur d'unification, pas plus que le commerce ; Huntington rejette en cela la théorie du doux commerce en citant des travaux académiques récents montrant que l'échange commercial peut être facteur de paix comme de guerre. 
Huntington s'attaque ensuite à l'idée selon laquelle la convergence des civilisations pourrait avoir lieu du fait de la modernisation, c'est-à-dire d'une industrialisation couplée à l'urbanisation, avec une augmentation des niveaux d'éducation, de richesse, et de mobilité sociale. Cela reviendrait toutefois, soutient-il, à confondre la modernité occidentale avec la modernité. 
La civilisation occidentale est caractérisée par l’État de droit, l'individualisme, la séparation du pouvoir temporel et du pouvoir spirituel. Face à l'Occident, des pays ont pu se moderniser sans abandonner leur civilisation. D'autres ont rejeté la modernité, comme le Japon à l'époque du sakoku. Des pays ont embrassé leur occidentalité, comme la Turquie à l'époque du kémalisme. 
Certains pays se montrent réformistes : ils cherchent à conserver leur identité tout en adoptant certains éléments de la modernité occidentale. La doctrine japonaise après 1854 a été celle du wakon yōsai (esprit japonais, technique occidentale). Mohammed Ali a essayé de moderniser l’Égypte dans les années 1830 sans trop occidentaliser culturellement.

### Deuxième partie - L'équilibre instable des civilisations

#### Chapitre IV - L'effacement de l'Occident: puissance, culture et indigénisation
Huntington considère que l'Occident a une image duale et contradictoire. D'une part, l'Occident est vu comme la zone dominante du monde, qui contrôle toutes les grandes devises du monde et maîtrise le système bancaire mondial, et qui est responsable de la production de la majorité des biens finaux du monde ; l'Occident serait ainsi dominant par sa maîtrise des techniques et des entreprises, et par sa capacité d'intervention dans le monde. D'un autre côté, l'Occident a une image inverse, celle d'une « civilisation en déclin », et dont la part de la puissance économique et militaire est en pleine chute. La fin de la Guerre froide marquerait non pas tant un triomphe qu'une fatigue généralisée, qui remettrait en lumière les failles internes de l'Occident.
Les deux images sont, selon Huntington, vraies. L'Occident a connu un apogée et son déclin devrait être aussi lent que son ascension. Les populations non-occidentales vivent aujourd'hui plus longtemps, sont plus urbaines, et mieux instruites ; les taux de mortalité infantile au début des années 1990 en Amérique latine, en Afrique, au Moyen-Orient, en Asie du Sud, de l'Est et du Sud-Est « n'étaient plus que d'un tiers à la moitié ce qu'ils étaient trente ans plus tôt » ; les gains d'espérance de vie sont estimés à 11 ans en Afrique et 23 en Asie de l'Est.
Huntington soutient la thèse mise en avant par Ronald Dore, selon laquelle la deuxième génération d'élite post-décolonisation cherche à écarter l'influence occidentale dans laquelle la génération précédente était baignée.
L'auteur utilise l'argument de la « revanche de Dieu » (en français dans le texte), avancé par Gilles Kepel : contrairement à ce qu'ont soutenu les élites intellectuelles occidentales, la modernisation économique ne s'est pas accompagnée et ne s'accompagnera pas d'une sécularisation progressive et un recul du mystique. Citant ensuite Régis Debray, il écrit ensuite que la religion n'est pas l'opium du peuple, mais la « vitamine des faibles ». Il comprend ainsi l'activité de groupes islamistes fondamentalistes.

#### Chapitre V: Économie et démographie dans les civilisations montantes
Dans le chapitre 5, l'auteur affirme que les principales civilisations qui défient l'Occident sont celles d'Asie et de l'islam. Ces défis se manifestent de manière différente : l'islam rejettent les valeurs et institutions occidentales ; l'Asie met en avant ses différences culturelles avec l'Ouest en se basant souvent sur le confucianisme. Les deux civilisations se considèrent supérieures à celle de l'Occident, là où les cultures hindoues, orthodoxes et africaines hésitent à s'autoproclamer supérieures.
Selon Huntington, l'esprit de domination asiatique se base sur la croissance économique, là où celui de l'islam se fonde sur la croissance démographique et la mobilisation des masses. Si on a longtemps cru que le Japon était un cas singulier de croissance rapide non-occidentale, les Quatre dragons asiatiques ont montré une voie non-occidentale vers l'enrichissement et la prospérité. Cela a stimulé le moral des populations concernées, qui ont aujourd'hui une mentalité conquérante.
L'auteur considère que les sociétés montantes tendent à être universalistes, tandis que celles qui déclinent deviennent particularistes. Ainsi, le Premier ministre Mahathir Mohamad a pu dire, à des chefs de gouvernement européens en 1996, « les valeurs asiatiques sont universelles. Les valeurs européennes sont européennes ». L'Asie décrit aujourd'hui l'Occident comme jadis l'Occident décrivait l'Orient, avec un regard condescendant et moralement supérieur.
L'islam veut également se moderniser sans s'occidentaliser. Les signes religieux deviennent plus courants, et l'instruction islamique croît, avec une multiplication d'écoles islamiques ; l'adhésion à des codes sociaux islamiques, comme le port du voile pour les femmes ou le refus de boire de l'alcool, en est un signe visible. Cette résurgence de l'islam a des ressemblances, dit Huntington, avec le marxisme : un texte sacré, une vision de la société parfaite basée sur ce texte, le rejet des pouvoirs sécularisés.
L'auteur trace un lien direct entre la dynamique démographique et la résurgence identitaire. Il considère que la résurgence islamique devrait s'achever dans les années 2020 ou 2030, car alors le pic démographique sera passé et les climats sociaux de ces pays, où la population commencera à vieillir, commenceront alors à s'apaiser.

### Troisième partie - Le nouvel ordre des civilisations

#### Chapitre VI: La recomposition culturelle de la politique globale
La politique internationale est chamboulée par la modernisation, et est actuellement reconfigurée, selon Huntington, selon des clivages culturels. Les peuples et les pays qui ont des cultures similaires se rassemblent et s'allient, opérant des réalignements stratégiques. Les clivages politiques suivent ainsi de manière croissante des clivages culturels. Ainsi, la question qui interroge chaque pays sur la scène internationale ne serait plus : de quel côté êtes-vous ?, mais plutôt : qui êtes-vous ?
Ce mouvement est accentué par l'accentuation des questionnements identitaires dans les années 1990. Huntington soutient toutefois que l'alignement politique et économique des pays ne coïncidera pas toujours avec leur culture ou civilisation. La realpolitik implique des alliances entre des pays de civilisations différentes, comme celle entre François Ier et les Ottomans. Elle n'empêchera pas, toutefois, qu'au niveau des peuples l'opposition dominante soit celle du « eux contre nous ».
Huntington nuance fortement l'idée selon laquelle la recomposition de la politique internationale se ferait sur le mode de la régionalisation, et selon laquelle les pays redéfiniraient leurs intérêts sécuritaires sur une échelle régionale. Selon lui, cet échelon est inopérant car il ne correspond pas à une entité culturelle.
Les civilisations ne sont toutefois pas monolithiques. Certains pays relèvent de civilisations déchirées, qui ne savent à quelle civilisation se raccrocher. La Turquie, à cheval entre le monde musulman et l'Occident, en est un exemple. La Russie et le Mexique en sont aussi.

#### Chapitre VII: États phares, cercles concentriques et ordre des civilisations
Chaque civilisation dispose d’États phares, qui sont les pôles d'attraction et de répulsion pour les autres pays. Autour de ces États gravitent des États périphériques. L’État phare est reconnu comme un État culturellement proche parmi les membres de sa civilisation.
La France et l'Allemagne font figure, en Europe, de phares ; autour d'eux se sont agglomérés la Belgique, les Pays-Bas, puis l'Italie, l'Espagne, le Danemark et le Royaume-Uni. Lorsque l'Allemagne a proposé de fonder l'Union européenne sur la France, l'Allemagne, et quelques États importants, Édouard Balladur a répliqué avec un plan d'intégration des États périphériques.
La Russie est le membre central de sa civilisation, et elle a autour d'elle un premier cercle principalement slave. Les républiques orthodoxes, comme la Moldavie ou encore le Kazakhstan, sont ainsi des alliés naturels. L'Ukraine est un des États dans sa sphère d'influence, et, bien que partiellement écartelée entre l'Occident et la Russie, « la violence entre Ukrainiens et Russes est peu probable. Il s'agit de deux peuples slaves, principalement orthodoxes, qui entretiennent des relations depuis des siècles, et parmi lesquels les mariages mixtes sont communs ».
La Chine, elle, a organisé autour d'elle ce qu'elle envisage comme une sphère de coprospérité. Les pays qui gravitent autour d'elle interagissent commercialement et partagent sa civilisation ; il s'agit, par exemple, d'Hong Kong, Singapour, la Corée ou encore le Vietnam.
Le monde islamique, lui, n'a pas véritablement d’État phare ; Huntington y voit une des raisons principales de la persistance de conflits au sein de cette civilisation. L'oumma bat en brèche l'idée d'un État-nation. Si l'Iran, le Pakistan, et l'Arabie saoudite ont cherché à se définir comme leaders au sein de la communauté islamique, aucun n'est parvenu à affirmer son autorité.

### Quatrième partie - Les conflits entre civilisations

#### Chapitre VIII: L'Occident et le reste du monde: problèmes intercivilisationnels
Huntington affirme que, dans le monde à venir, les relations entre États issus de civilisations différentes seront « souvent antagonistiques », mais que certaines relations intercivilisationnels sont plus belligènes que d'autres. La principale inadéquation civilisationnelle est entre le monde islamique et les autres. L'autre grande inadéquation est celle entre l'Occident et le reste du monde. Les conflits les plus dangereux émergeront.
Le problème central de l'Occident réside dans la contradiction entre sa volonté de promouvoir une culture occidentale universelle et sa capacité de ce faire. La chute du concurrent idéologique communiste a renforcé l'idée selon laquelle la démocratie libérale est universellement valide. L'universalisme occidental se fait au prix d'une dose d'hypocrisie : la démocratie doit être soutenue, sauf si elle amène des fondamentalistes islamistes au pouvoir ; la non-prolifération nucléaire est un objet majeur, sauf si cela concerne Israël ; les droits de l'Homme sont un problème avec la Chine, mais pas avec l'Arabie saoudite.
La multipolarisation du monde mène aussi à la prolifération d'armes. Des pays non-occidentaux ont de plus en plus d'armes performantes et particulièrement destructrices. Les États phares de leur civilisation cherchent à obtenir la bombe atomique pour montrer leur prédominance au sein de leur aire civilisationnelle. La Chine s'est montrée particulièrement active, en augmentant récemment son arsenal, et en vendant des armes à des pays comme l'Iran, le Pakistan ou encore l'Irak.
Huntington traite ensuite de l'immigration et de la peur que génère les migrations de populations musulmanes en Occident. Il soutient que les partis d'extrême-droite européens, comme le Front national, sont « en grande partie l'image inverse des partis islamistes dans les pays musulmans » : ce sont des partis d'outsiders, qui veulent dénoncer l'establishment comme corrompu, et exploitent des doléances économiques.

#### Chapitre IX: La politique globale des civilisations
Le choc des civilisations est, pour Huntington, « un conflit tribal à l'échelle mondiale ». Les relations entre des groupes issus de différentes civilisations seront « souvent hostiles », et généralement froide. Les proximités nourries par les alliances de la Guerre froide « vont probablement s'atténuer ou s'évaporer ». Il peut exister, au sein d'une civilisation, des conflits entre États pour déterminer lequel deviendra l’État phare de son aire civilisationnelle, comme ce fut le cas durant la guerre du Péloponnèse.
Huntington soutient que l'Occident et l'Islam sont nécessairement incompatibles, car les relations entre le bloc chrétien (orthodoxe ou occidental) et le bloc islamique auraient toujours été difficiles.
La croissance économique asiatique permettra à cette civilisation de se déployer sur le globe de manière plus agile, plus rapide et plus solide que par le passé. Cela lui permettra aussi de renforcer ses capacités de projection militaires, et est à ce titre un facteur d'incertitude. L'auteur considère que l'Amérique du Nord s'est déjà engagée dans une nouvelle guerre froide avec l'Asie, et notamment la Chine et le Japon, dès les années 1980 et 1990.
L'Occident va ainsi devoir concevoir qu'il existe des pays riches, puissants et développés qui refusent ses logiques. Le Japon en est exemple, dit Huntington, où un chômage très faible (3,5 %) peut coexister avec une inflation également faible (1,5 %/an). Ainsi, les théories économiques occidentales ne peuvent s'appliquer à un cas singulier comme le Japon. 
La Chine va obliger les pays qui souhaitent rester dans son aire d'influence et de commerce à respecter quelques critères : soutenir l'intégrité territoriale chinoise sur les territoires du Tibet et du Xinjiang, acquiescer à la souveraineté chinoise en mer de Chine du Sud, accepter la prédominance militaire chinoise dans la région, adopter des dispositions juridiques compatibles avec la politique d'investissements et de commerce de la Chine, etc. Les deux pays qui chercheront à contrebalancer son influence sont le Vietnam et l'Indonésie.

#### Chapitre X: Des guerres de transitions aux guerres civilisationnelles
Huntington soutient que les années 1990 sont marquées par des guerres de transition, notamment en Afghanistan et dans le Golfe, auxquelles succéderont des guerres civilisationnelles pleines et entières. La guerre d'Afghanistan est une guerre qui voit un peuple résister à un pays étranger non pas en se basant sur une ligne nationaliste ou socialiste, mais islamique.
L'avenir sera dominé, dit l'auteur, par des guerres civilisationnelles qui se situent sur une ligne de faille civilisationnelle. Ces conflits rassemblent des États des mêmes civilisations pour se battre contre ceux d'une autre civilisation ; les antagonistes ont toujours une religion différente. Le territoire en jeu lors d'un tel conflit est souvent une terre sacrée, au sujet duquel au moins une des civilisations considère avoir un droit inviolable à l'accès. Il en va ainsi du Cachemire, ou encore du Kosovo.
L'auteur aborde ensuite la question des conflits civilisationnels liés à l'islam. Ces conflits sont liés, selon lui, à deux facteurs : la démographie du monde islamique, avec une jeunesse importante, et l'absence d’État dominant dans cette civilisation qui agisse comme un stabilisateur.

#### Chapitre XI: La dynamique des guerres civilisationnelles
Les guerres causées par des lignes de faille entre civilisations sont souvent sanglantes, et trouvent rarement une conclusion. Durant ce genre de guerres, les hommes politiques font appel au sentiment d'appartenance religieux et ethnique des populations. La vie politique nationale tend alors à devenir dominée par les pays radicaux, qui écartent les plus modérés ; Huntington donne l'exemple des Jacobins et des Bolcheviks.
Les guerres qui se jouent sur des lignes de faille civilisationnelles activent les diasporas des pays impliqués dans la guerre. Les pays culturellement proches du pays en guerre s'activent également de ce fait. L'Arabie saoudite, le Pakistan et la Turquie ont ainsi soutenu des combattants musulmans luttant contre des non-musulmans.
Les conflits entre pays de même culture peuvent parfois être résolus par l'intermédiation d'un pays tiers de cette même culture ; le Pape a ainsi pu être un intermédiaire dans le conflit territorial entre l'Argentine et le Chili.

#### Chapitre XII: L'Occident, les civilisations et la civilisation
Huntington soutient que, lorsqu'une civilisation croît, elle se fourvoie dans le « mirage de l'immortalité » (Arnold Toynbee), à savoir qu'elles sont convaincues d'être la forme finale de la société humaine. L'Occident est un cas singulier dans l'histoire humaine en raison de son impact sur les autres civilisations ; aussi, l'Occident a été responsable de la modernisation et de l'industrialisation, deux phénomènes aujourd'hui mondiaux.
L'Occident ne doit toutefois pas, selon l'auteur, ignorer l'image que lui renvoie l'Asie de l'Est. Huntington considère que l'augmentation de la criminalité et de l'utilisation de drogue en Occident est un signe de son déclin moral, en même temps que l'augmentation des taux de divorce, des familles mono-parentales, etc.

## Critiques

### Détracteurs
La thèse du « choc des civilisations » a été beaucoup critiquée dans les milieux universitaires, sa thématique étant régulièrement remise en cause. Parmi les intellectuels qui dénoncent cette thèse : Pascal Boniface, Noam Chomsky, Francis Fukuyama, Timothy Garton Ash, Yuval Noah Harari, Bernard Lewis, Jean-Emmanuel Medina, Olivier Roy, Edward Saïd, Amartya Sen, ou encore Emmanuel Todd.
Parmi les détracteurs de S. Huntington et de sa thèse géopolitique figurent l'écrivain britannique V. S. Naipaul, auquel se joint Edward Saïd dans l'introduction à la nouvelle édition de son ouvrage L'Orientalisme ; ils s'inscrivent en faux par rapport à cette définition des rapports du Monde, lui opposant la thèse de la civilisation universelle. 
Reprenant cette modélisation du monde, Jean-Emmanuel Medina parle de la convergence civilisationnelle. Il affirme que l’humanité se dirige vers la civilisation qu'il qualifie de « pan-anthropique », c’est-à-dire une civilisation planétaire partagée entre toutes les civilisations après une longue sédimentation des savoirs acquis.

### Critiques épistémologiques
La scientificité de la théorie est également contestée dans les milieux universitaires, en particulier dans le domaine épistémologique : selon cette approche, la construction théorique de Samuel Huntington ne fournit aucun moyen de réfutation potentielle, ce qui invaliderait le critère de discrimination entre science et pseudo-science défini par Karl Popper.
Sur le plan méthodologique, l'ouvrage a été critiqué en détail par le politologue Georges Contogeorgis.

### Critiques au sujet du découpage des civilisations
Selon ces critiques, la thèse d’Huntington offre un axe de lecture tentant, mais réducteur et simplificateur. En effet, le découpage des aires civilisationnelles est arbitraire et l’auteur lui-même reconnaît quelquefois la faiblesse de certains choix, comme l’incertitude de l’existence d’une civilisation subsaharienne. Quant à la civilisation musulmane, selon l'opinion d'autres critiques, elle masquerait l’extrême complexité des différentes tendances de la religion et les éventuels conflits internes.

### Critiques d’ordre géopolitique
Outre le manque de pertinence du critère géographique pour le tracé approximatif de ces aires, le choix du facteur de la religion comme facteur déterminant occulterait complètement d’autres variables géopolitiques, économiques, etc. La thèse serait contredite par le libéralisme économique contemporain et la mondialisation, qui montreraient que chaque aire considérée échange avec les autres et tendrait à s’uniformiser avec le reste du monde. L’ASEAN seule montrerait le recoupage de plusieurs aires d’une zone de libre-échange.
Abdelwahab Meddeb, auteur de La Maladie de l'islam, s’oppose à une telle conception et avance que le fondamentalisme n’est pas spécifique à une religion, mais les touche bien toutes, notamment à cause justement des rapports et des échanges avec les autres cultures.

### Critiques au sujet de l'analyse religieuse
Selon Georges Corm, la thèse d'Huntington privilégie une lecture religieuse des conflits, qui masque l'instrumentalisation de la religion au service d'intérêts politiques. Dans son essai Pour une lecture profane des conflits, il appelle à une interprétation multifactorielle des conflits, afin d'éviter le biais de la cause unique.

### Critiques d’ordre démographique
Dans leur ouvrage de 2007 Le Rendez-vous des civilisations, Youssef Courbage et Emmanuel Todd répondent à Samuel Huntington avec une analyse démographique du « monde musulman » : étant donné la diversité de l'islam, il est très difficile de parler d'un monde musulman. Ils vont à l'opposé de la thèse d'un « choc des civilisations » et montrent que les processus démographiques vont faire aboutir à une convergence des civilisations, sans toutefois gommer toutes les différences. Les trois principaux facteurs sur lesquels s'appuie leur thèse sont le taux de natalité, le taux d'analphabétisme, le rapport endogamie/exogamie.

### Critiques d'ordre anthropologique
Il est envisagé que cette interprétation du monde actuel peut être dangereuse, car pouvant légitimer des politiques qui ont tendance à lui conférer une réalité. Cependant, le choc des civilisations semble se dérouler quoi qu'on en dise. Il est important de rester prudent et précautionneux sur la question.
Il ne tient pas compte non plus du métissage possible entre les cultures et il considère même que certaines civilisations n'auraient pas la capacité de se "moderniser" (si on assimile l'évolution de l'Occident à du progrès pur et simple, ce qui peut être défendu étant donné l'augmentation des niveaux de vie et de l'espérance de vie constatée, mais un peu plus discutable dès qu'on considère les changements sociaux. Là encore, la précaution est de mise).

## Postérité

### Attentats du 11 septembre 2001
Alors que la thèse de Samuel Huntington a été largement invalidée dans le milieu universitaire, la presse française et internationale a cité l'ouvrage à l'occasion des attentats du 11 septembre 2001 en y voyant une validation a posteriori de ses analyses.

### Guerre contre le terrorisme
Elle constitue un tenant de la base idéologique de la guerre contre le terrorisme. À ce titre, dans sa Géopolitique de l'émotion, Dominique Moïsi considère qu'Huntington a été influencé dans sa thèse par « sa quête d'un nouvel ennemi capable de recentrer la politique étrangère des États-Unis après la chute de l'Empire soviétique ». Ainsi, « [il] a dangereusement confondu les notions de culture et de culture politique ».

### Utilisation par les dirigeants et citoyens
D'après Pascal Boniface, la thèse du choc des civilisations « interviendrait auprès des acteurs comme un nouveau paradigme des relations internationales. Ce paradigme ne se caractériserait pas par la confirmation explicite de la théorie dans les discours mais se détermine dans l’utilisation implicite de schèmes interprétatifs que la théorie offre. Ainsi, les représentations et les images que ses émetteurs traduiraient permettraient un usage simplifié et récurrent de la théorie et une explication simpliste des conflits pour ses récepteurs ».
Dans Difficile tolérance (avec Yves Charles Zarka), Cynthia Fleury fait remarquer que « les premiers théoriciens du choc des civilisations ne sont pas forcément ceux que l’on croit, à savoir les partisans de Huntington, mais bien plutôt les oulémas qui ont été, à leur manière, les premiers à opérer un découpage du monde en blocs religieux, donc en blocs civilisationnels » (p. 176). Olivier Roy va dans le même sens en soulignant que « Ben Laden [était] huntingtonien ». Il ajoute que « le choc des civilisations [est] de la fantasmagorie, mais ça marche parce que ce fantasme est dans la tête des gens en Occident, et qu'il est auto-réalisateur. Le 11-Septembre est une belle réussite de ces idées ».
Le titre du livre est entré durablement dans le langage courant et le débat politique, les thèses sont considérées comme conservatrices (droite) et sont dénoncées par les progressistes (gauche),. Olivier Schmitt avance que « pour les spécialistes de relations internationales, il s’agit d’un concept zombie, qui a été disqualifié de multiples fois théoriquement et empiriquement, mais qui refuse manifestement de mourir ».